# Il mio diario (Tormento)
Il mio diario è un album del rapper italiano Tormento, pubblicato nel 2006 dalla Subside Records e distribuito dalla Universal.
La particolarità dell'album è quella di dividersi in una parte "Giorno" e una parte "Notte", con tanto di doppia copertina, la prima è caratterizzata da sonorità più hardcore con collaborazioni di rapper più "duri", come Mondo Marcio, Primo dei Cor Veleno e i OneMic. La parte "Notte", invece, rispecchia sonorità più soul, ed è caratterizzata da due sole collaborazioni con i cantanti Al Castellana e Eva.
Il brano a cui partecipa Mondo Marcio, Most Wanted pt. 2, è la continuazione del brano The Most Wanted presente sul album Solo Un Uomo (2006).

## Tracce

### CD1 (Giorno)
1. Selvaggi
2. L'ho fatto per te
3. Mi piaci
4. Sentimi
5. Buio (feat. Primo)
6. Il resto è inutile (feat. Tony Blescia)
7. Liberi e legati (feat. Xss)
8. Volo (feat. Raige & Prince Melody)
9. Most wanted pt.2 (feat. Mondo Marcio)
10. No xè pensieri (feat. Al Castellana)
11. Dalla a me

### CD2 (Notte)
1. Intro (consigli che mi dai)
2. Se mi arrendo...
3. Solo tu
4. Se ti girassi
5. Stupida
6. La mia passione
7. Stanotte (feat. Al Castellana)
8. Sei tutto quello che non ho
9. Sola
10. Ho bisogno di te
11. Kokai (feat. Eva)
12. Complici